# Schweizer Weide
Die Schweizer Weide (Salix helvetica) ist eine Pflanzenart in der Gattung der Weiden (Salix) innerhalb der Familie der Weidengewächse (Salicaceae). Sie wächst als kleiner Strauch und gilt als eine der verbreitetsten Weidenarten der Schweizer Zentralalpen. Ihr Vorkommen ist jedoch nicht auf die Schweiz beschränkt.

## Beschreibung

### Habitus
Die Schweizer Weide ist ein aufrecht wachsender, kleiner Strauch. Seidige Behaarung lässt die eigentlich sattgrüne Pflanzenart graugrün erscheinen. Mit einer Wuchshöhe von etwa (50) meist 100 bis 150 Zentimetern und einer Breite zwischen 120 und 140 Zentimetern zeigt die Schweizer Weide ein rundliches Erscheinungsbild. Sie besitzt kurze Äste. Ihre bogig aufwärts gerichteten Zweige liegen an der Basis der Pflanze dem Boden auf. Die Rinde des letztjährigen Triebes ist wollig-filzig behaart. Die zwei- bis vierjährigen Zweige besitzen eine rotbraun bis braun bis graue Rinde, welche mit zottigen Haaren besetzt ist. Später verkahlen die Zweige und sind leicht glänzend hellbraun.

### Blätter

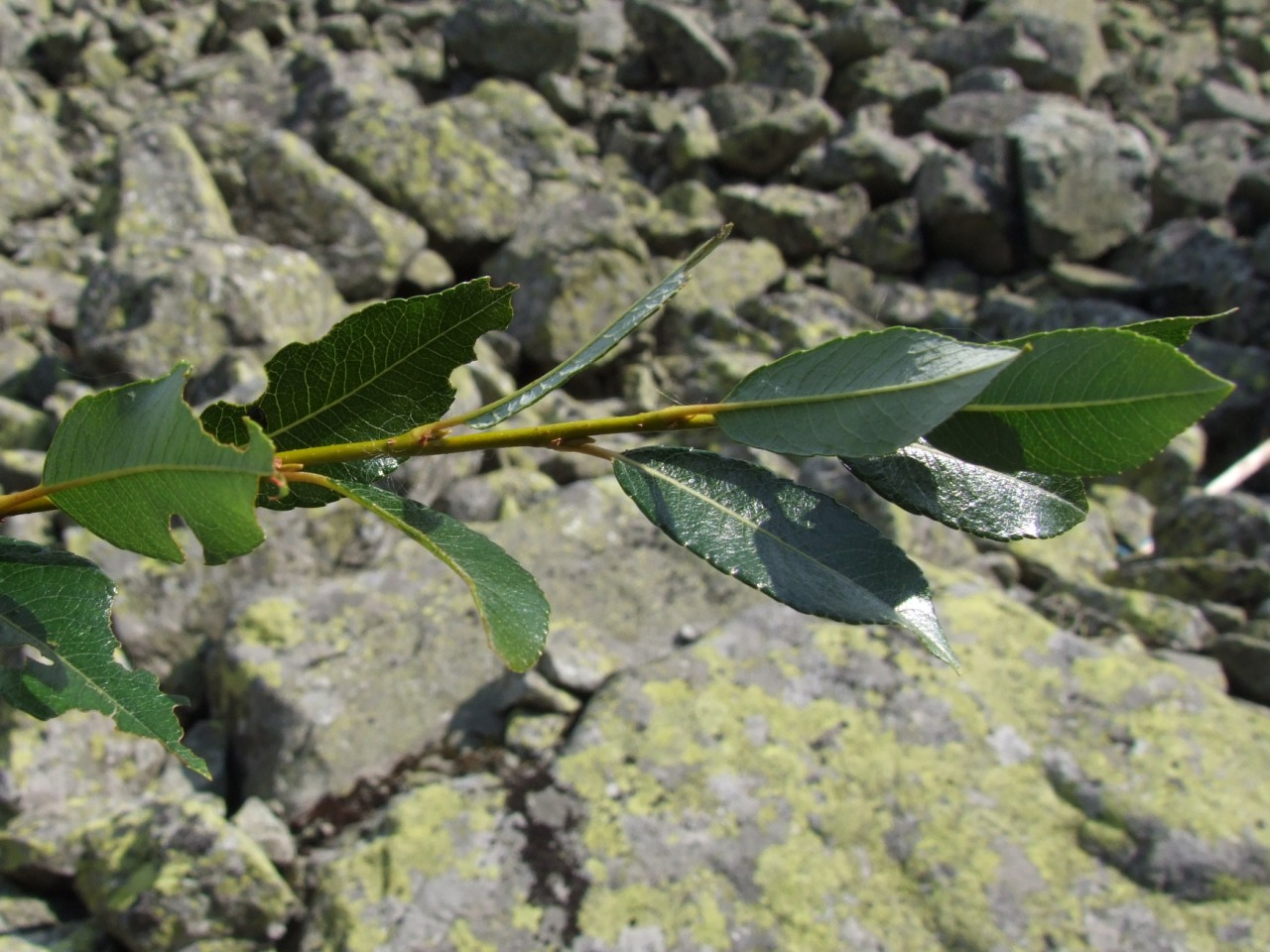
Blattansicht Salix helvetica

Die Laubblätter der Schweizer Weide bilden sich gehäuft in den Zweigspitzen. Sie besitzen einen 6 bis 8 Millimeter langen Blattstiel. Die Länge der breit-lanzettlich geformten Blattspreite variiert zwischen 3 und 8 Zentimetern, ihre Breite entspricht 1/3–1/2 der Blattlänge. An der satt grasgrünen Blattoberseite zeigt sich eine zerstreute Behaarung. Zumeist sind die Seitennerven schwach eingesenkt. Die Blattunterseite ist mit krausen, weiß-filzigen Haaren besetzt und wirkt matt-weißlichgrau. Bis auf zuweil einzelne Drüsenzähne ist der Blattrand ganzrandig gestaltet. Häufig rollt er sich leicht nach unten. Nebenblätter sind selten vorhanden. Die Herbstfärbung ist nur schwach ausgeprägt.

### Knospen
Die abstehenden, braunen Knospen sind beidseitig gewölbt. Sie werden etwa 5 bis 7 Millimeter lang und 3 bis 3,5 Millimeter breit und dick. Die Relation Dicke zu Länge entspricht in etwa dem Verhältnis 1 zu 1,5 bis 1 zu 2,5. Die Knospenform variiert von kugelig bis eiförmig bis ellipsoidisch. Der vordere Knospenbereich ist abgerundet.
Die Knospen sind mit wolligen Haaren besetzt, im Lauf der Entwicklung verkahlen sie.
Diese Angaben beziehen sich auf den Winter- und Herbstzustand der größten Knospen des letztjährigen Triebes, gewöhnlich Blütenknospen.

### Blütenstände und Blüten
Zwischen Juni und Juli erscheinen gemeinsam mit dem Blattaustrieb die eingeschlechtigen Blüten der zweihäusigen Schweizer Weide. Sie sind in dicht blühenden, weißlich-silbrig erscheinenden kurz gestielten,  Kätzchen zusammengefasst. Die weiblichen Kätzchenblütenstände erreichen 3 bis 5 Zentimeter Länge zur Blütezeit während der Fruchtzeit strecken sie sich auf 8 Zentimeter. Das zweifarbige Deckblatt der weiblichen Blüte besitzt an der Basis eine gelbgrünlich bis gelbe, im vorderen Bereich eine auffällig schwarze Farbgebung. Der sitzende oder nur schwach gestielte Fruchtknoten ist mit bleibenden filzig-seidenen Haaren besetzt. An seiner Basis befindet sich eine Nektardrüse. Er geht in einen langen Griffel mit tief zweiteiliger Narbe über.
Die männlichen Kätzchenblütenstände erscheinen kurz vor dem Laubaustrieb. Ihre Länge entspricht mindestens der doppelten Breite. Die ebenfalls zweifarbigen Deckblätter der männlichen Blüten sind am Grund gelbgrün, im vorderen Bereich  auffällig schwarz gefärbt. Die männliche Einzelblüte enthält zwei Staubblätter, an deren Grund sich eine Nektardrüse befindet. Die Staubfäden mit gelben Staubbeuteln sind nicht miteinander verwachsen. Sie bilden höchstens an ihrer Basis einzelne Haare aus, ansonsten sind sie unbehaart.

### Frucht
Die Schweizer Weide bildet eine vielsamige, gräulich-kraus behaarte und fast sitzende Kapselfrucht aus. Sie ist kegelförmig ausgestaltet.

### Chromosomenzahl
Die Chromosomenzahl beträgt 2n = 36, 38 oder 39.

## Vorkommen

### Verbreitung
Natürliche Vorkommen sind in Mitteleuropa aus Österreich, Tschechien, Polen und der Schweiz bekannt geworden. In Südosteuropa zählen Italien und in Südwesteuropa Frankreich zu den angestammten Wuchsorten. Aus Österreich sind insbesondere Bestände aus den Hohen Tauern, den Zillertaler Alpen, dem Schwarzenstein, der Steiermark und Kärnten belegt. In den Schweizer Zentralalpen gilt sie als eine der häufigsten Weidenarten. In Deutschland zählt man die Schweizer Weide zu den stellenweise eingebürgerten Neophyten. Am Brocken im Harz gelang ihr die Einbürgerung.

### Standort
Als alpin-subalpine Art siedelt sich die Schweizer Weide gewöhnlich in Höhenlagen von 1700 bis 2500 Metern an. Sie bevorzugt dort schattige Nordlagen und schattige, lange von Schnee bedeckte Hänge. Auch Gletschervorfelder zählen zu ihren gerne besiedelten Wuchsorten. Sie gedeiht auf feuchtem, kalkfreiem Block-, Lawinen- und Bachschutt.

### Pflanzensoziologie
Die Schweizer Weide gilt als Kennart des Schweizer-Weiden-Gebüschs (Salicetum helveticae BR.-BL. et al. 1954). Bezogen auf die Vegetation des Gebietes um den Rifflsee besiedelt diese mehrschichtige, knie- bis hüfthohe Strauchgesellschaft kleinflächig Grobblockhalden in Mulden schneereicher Gebiete. Neben der Schweizer Weide bilden Ruchweide (Salix foetida) und Seiden-Weide (Salix glaucosericea) die diagnostischen Arten.

## Systematik
Die Schweizer Weide (Salix helvetica Vill.) wurde von Dominique Villars 1789  erstmals gültig beschrieben. Als taxonomische Synonyme existieren Salix velutina Schleich. und Salix lapponum subsp. helvetica (Vill.) Nyman.

## Nutzung
Ingenieurbiologische Bedeutung kommt der Schweizer Weide im Bereich der Renaturierung fließender Systeme zu, hier insbesondere bei der Erneuerung abgesackter und erodierter Flussufer. Im Kontext des Branchpacking- Verfahrens, bei welchem abwechselnd Lagen von verdichtetem Aufschüttungsmaterial und lebenden Zweigen zur Uferneubefestigung eingesetzt werden, eignet sich die Schweizer Weide als untere Zweigschicht. Ihre Wurzeln, die bis ins Wasser reichen, bilden einen vorgelagerten Uferbereich, an dem sich Sedimente anlagern können. So entsteht eine zusätzliche Uferschutzzone.
Die Schweizer Weide gilt als beliebtes Gewächs im Steingarten. Aufgrund ihrer geringen Wuchsgröße eignet sie sich als dekorativer Aspekt in kleineren Gärten.